# Ермилов, Геннадий Николаевич
Геннадий Николаевич Ермилов (род. 1 января 1959, Мордовский район, Тамбовская область) — советский борец классического стиля, чемпион и призёр чемпионатов СССР, чемпион Европы и мира, Заслуженный мастер спорта СССР (1981). Заслуженный тренер России (1991). Заслуженный работник физической культуры Российской Федерации (2010).

## Биография
Родился в Тамбовской области, в возрасте двух лет переехал с родителями в Шахты, учился в школе № 6. Увлёкся борьбой в 1972 году. В 1976 году выполнил норматив мастера спорта СССР, а в 1981 году — мастера спорта СССР международного класса. Участвовал в четырёх чемпионатах СССР (1979—1983). Победитель международных турниров.
Член сборной команды страны в 1981-1983 годах. В 1983 году оставил большой спорт.

## Спортивные результаты
- Первенство СССР среди юношей 1975 года — ;
- Первенство СССР среди юношей 1976 года — ;
- Кубок Дружбы 1976 года — ;
- Спартакиада школьников 1976 года — ;
- Первенство СССР среди юниоров 1977 года — ;
- Первенство мира среди юниоров 1977 года — ;
- Чемпионат СССР по классической борьбе 1979 года — ;
- Чемпионат СССР по классической борьбе 1982 года — ;
- Чемпионат СССР по классической борьбе 1983 года — ;
- Классическая борьба на летней Спартакиаде народов СССР 1983 года — ;